# Uarzazat
Uarzazat o Uarzazate (en árabe: ورزازات‎, Warzāzāt; en francés: Ouarzazate) es una ciudad del sur de Marruecos, capital de la provincia homónima, que a su vez forma parte de la región de Draa-Tafilalet. Conocida como «La puerta del desierto», es una ciudad turística próxima a los montes Atlas y al valle del río Draa.

## Toponimia
Su nombre viene de una frase bereber que significa «sin ruido» o «sin confusión». En cuanto a Ksar Taurirt, que es el nombre de su casba o alcazaba, hace referencia en el bereber regional a que se eleva sobre un montículo.

## Historia

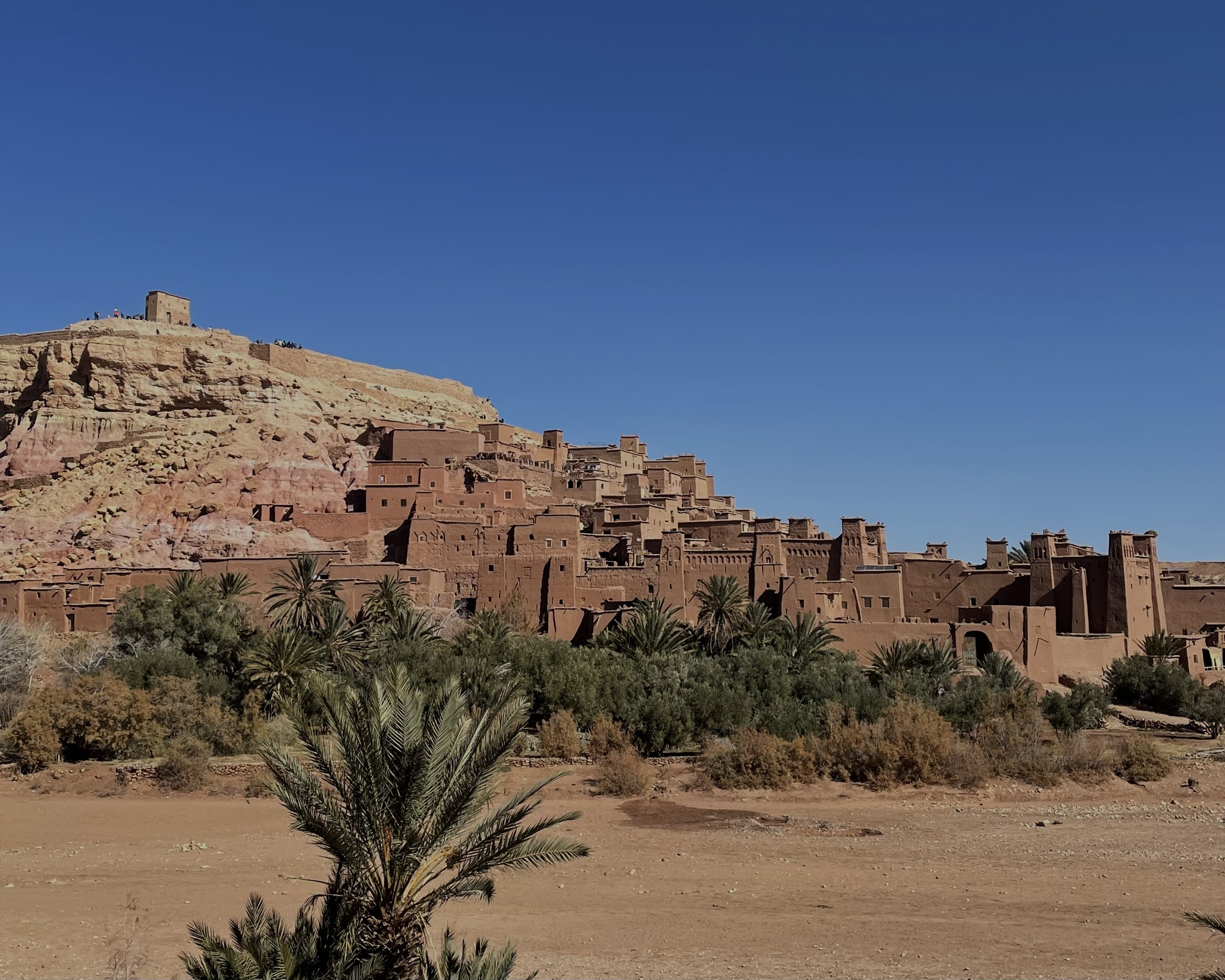
Pequeña ciudadela, conocida como la puerta del desierto, reconocido como Patrimonio de la Humanidad.

En tiempos pasados Uarzazat fue un pequeño punto en la travesía de los comerciantes africanos para alcanzar las ciudades norteñas de Marruecos y Europa.
Durante el período colonial francés, Uarzazat creció de forma considerable como ciudad de abastecimiento, siendo además un centro administrativo y posta de aduanas.
En el ámbito militar, la ciudad fue utilizada entre 1928 y 1934 como base de la aviación de las tropas francesas a cargo de Henri de Bournazel (llamado «El hombre de capa roja», que murió en Marruecos en 1933) para combatir contra la tribu Ait Atta, que luchaba ferozmente contra los franceses, hasta que su jefe rebelde, Assou Oubasslam, se rindió para evitar la masacre de la población replegada en las montañas.
En el año 1942, el general francés Charles Nogues y el entonces general de división norteamericano George Patton visitaron Uarzazat.

## Estudios cinematográficos
En la localidad se encuentran los estudios cinematográficos más importantes de Marruecos, llamados Atlas Studios, donde trabajan renombradas productoras internacionales. Gran número de películas, muchas de ellas relacionadas con la historia, fueron rodadas en Uarzazat y sus alrededores, como por ejemplo Lawrence de Arabia (1962), La guerra de las galaxias (1977), La joya del Nilo (1985), The Living Daylights (1987), La última tentación de Cristo (1988), Kundun (1997), Legionnaire (1998), La momia (1999), Gladiator (2000), Astérix y Obélix: Misión Cleopatra (2002), Kingdom of Heaven (2005), El despertar del diablo (2006) o Gladiator 2 (2024).
Estos estudios son los que ocupan mayor extensión en el mundo y se encuentran a unos cinco kilómetros al oeste de la ciudad de Uarzazat. Además de su función cinematográfica, suponen un gran atractivo turístico. Se recorren en visitas guiadas.
Aprovechando la existencia de estos estudios cinematográficos, la espectacularidad de su paisaje y de sus edificaciones, Uarzazat es el escenario de diversos eventos relacionados con el mundo del cine y con otras manifestaciones culturales.

## Otra industria relevante
En septiembre de 2012 las empresas españolas Acciona, Sener y TSK resultaron adjudicatarias de la construcción de una gran planta de energía termosolar que producirá 160 MW. El monto de la licitación asciende a 700 millones de euros.

## Clima
| Parámetros climáticos promedio de | Parámetros climáticos promedio de | Parámetros climáticos promedio de | Parámetros climáticos promedio de | Parámetros climáticos promedio de | Parámetros climáticos promedio de | Parámetros climáticos promedio de | Parámetros climáticos promedio de | Parámetros climáticos promedio de | Parámetros climáticos promedio de | Parámetros climáticos promedio de | Parámetros climáticos promedio de | Parámetros climáticos promedio de | Parámetros climáticos promedio de |
| Mes                               | Ene.                              | Feb.                              | Mar.                              | Abr.                              | May.                              | Jun.                              | Jul.                              | Ago.                              | Sep.                              | Oct.                              | Nov.                              | Dic.                              | Anual                             |
| --------------------------------- | --------------------------------- | --------------------------------- | --------------------------------- | --------------------------------- | --------------------------------- | --------------------------------- | --------------------------------- | --------------------------------- | --------------------------------- | --------------------------------- | --------------------------------- | --------------------------------- | --------------------------------- |
| Temp. máx. media (°C)             | 16.6                              | 19.3                              | 22.2                              | 25.1                              | 29.6                              | 34.1                              | 37.8                              | 37.0                              | 32.2                              | 26.5                              | 20.4                              | 16.7                              | 26.5                              |
| Temp. media (°C)                  | 9.3                               | 11.9                              | 14.8                              | 17.6                              | 21.7                              | 25.9                              | 29.5                              | 28.8                              | 24.6                              | 19.4                              | 13.7                              | 9.5                               | 18.9                              |
| Temp. mín. media (°C)             | 1.9                               | 4.5                               | 7.4                               | 10.0                              | 13.8                              | 17.7                              | 21.3                              | 20.7                              | 17.1                              | 12.3                              | 6.9                               | 2.4                               | 11.3                              |
| Precipitación total (mm)          | 13.0                              | 13.1                              | 7.4                               | 7.4                               | 7.0                               | 2.1                               | 1.4                               | 5.1                               | 13.3                              | 13.4                              | 19.3                              | 9.7                               | 112.2                             |
| Días de precipitaciones (≥ 1 mm)  | 2.9                               | 2.8                               | 2.2                               | 2.0                               | 2.3                               | 1.3                               | 1.6                               | 3.3                               | 4.9                               | 3.4                               | 3.8                               | 2.4                               | 32.9                              |
| Horas de sol                      | 251.8                             | 244.9                             | 297.2                             | 315.2                             | 332.7                             | 335.0                             | 317.7                             | 293.2                             | 266.4                             | 271.3                             | 242.9                             | 248.1                             | 3416.4                            |
| Fuente: NOAA                      |                                   |                                   |                                   |                                   |                                   |                                   |                                   |                                   |                                   |                                   |                                   |                                   |                                   |

## Galería

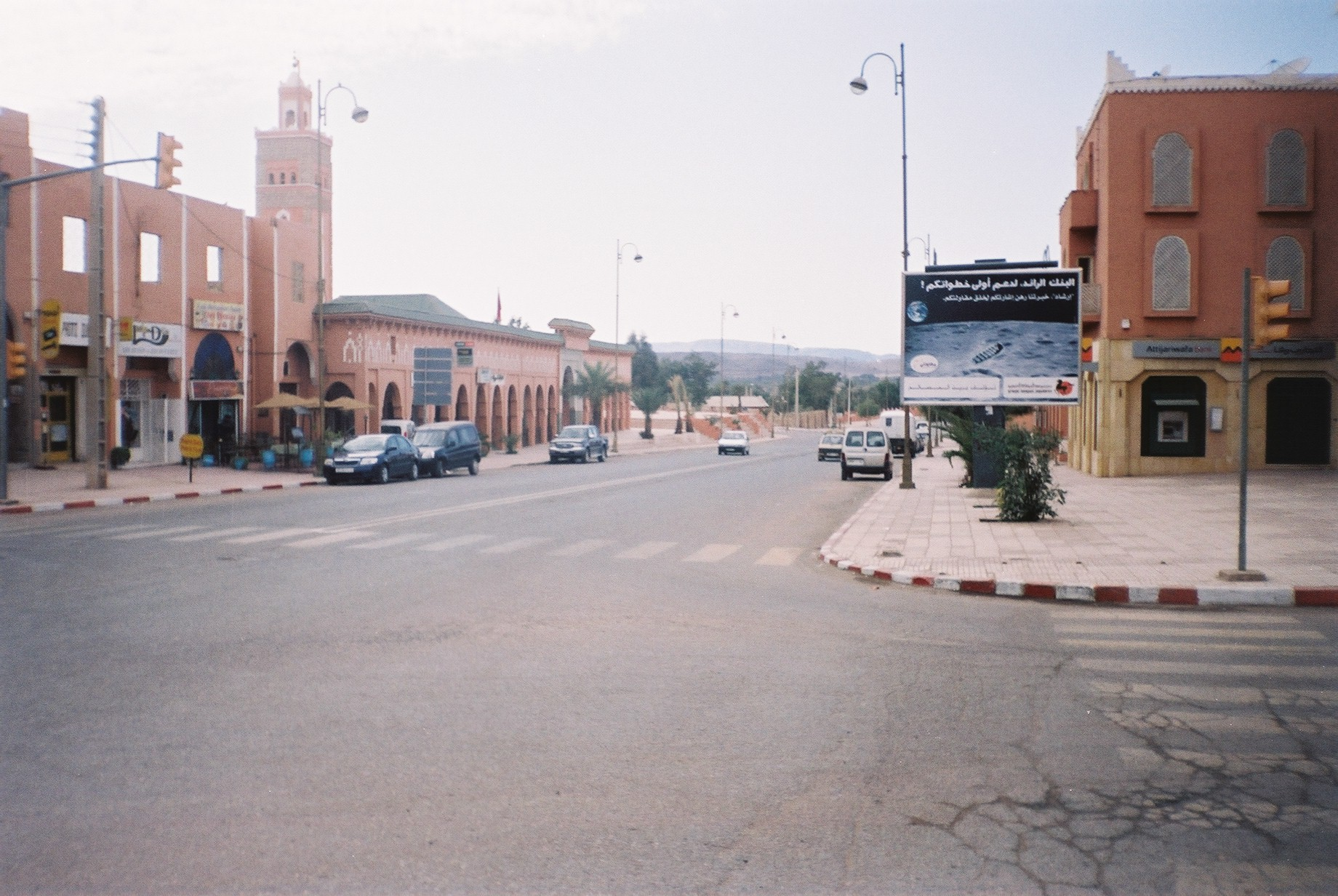
Una calle de Uarzazat
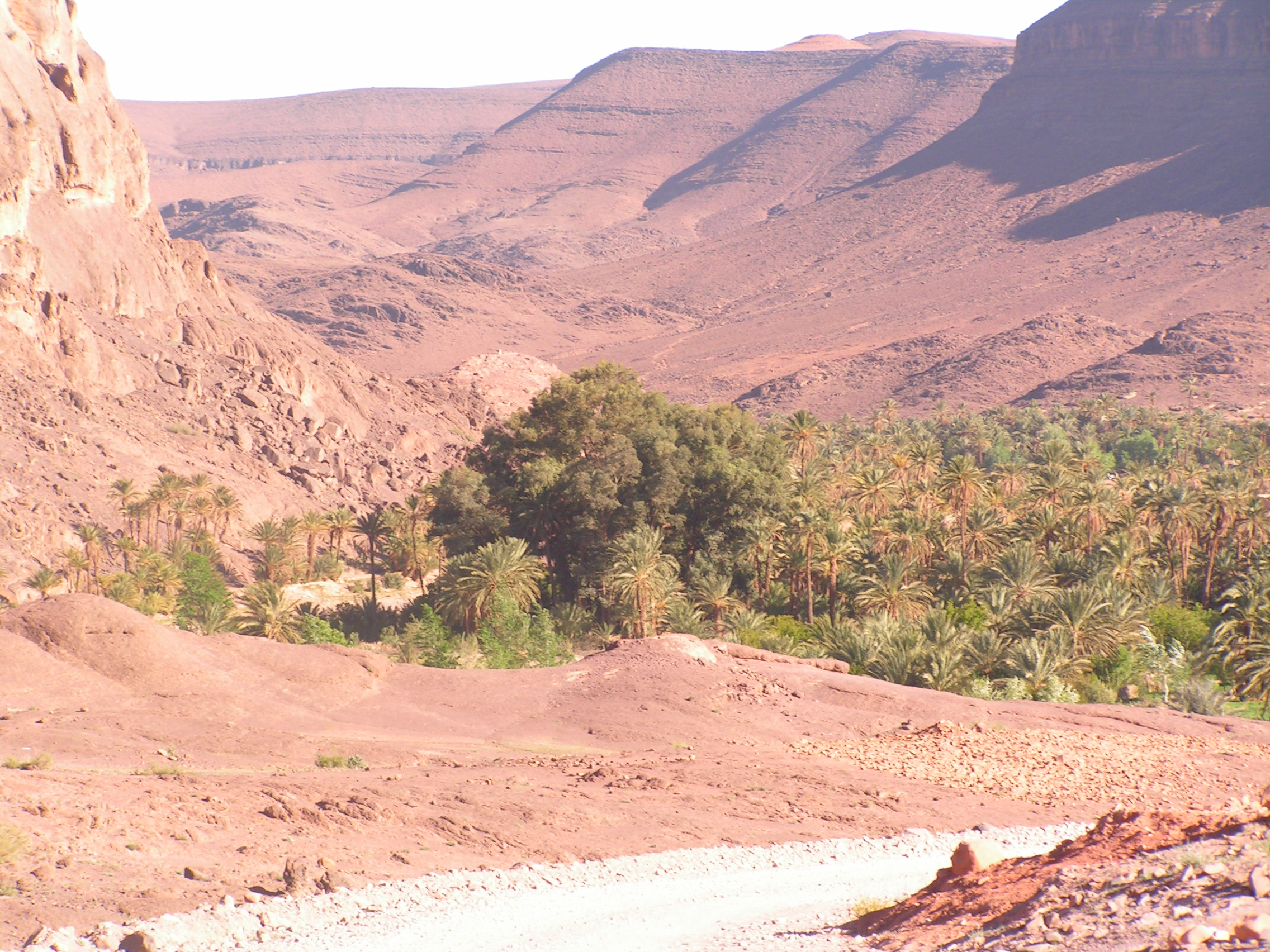
Oasis de Fint
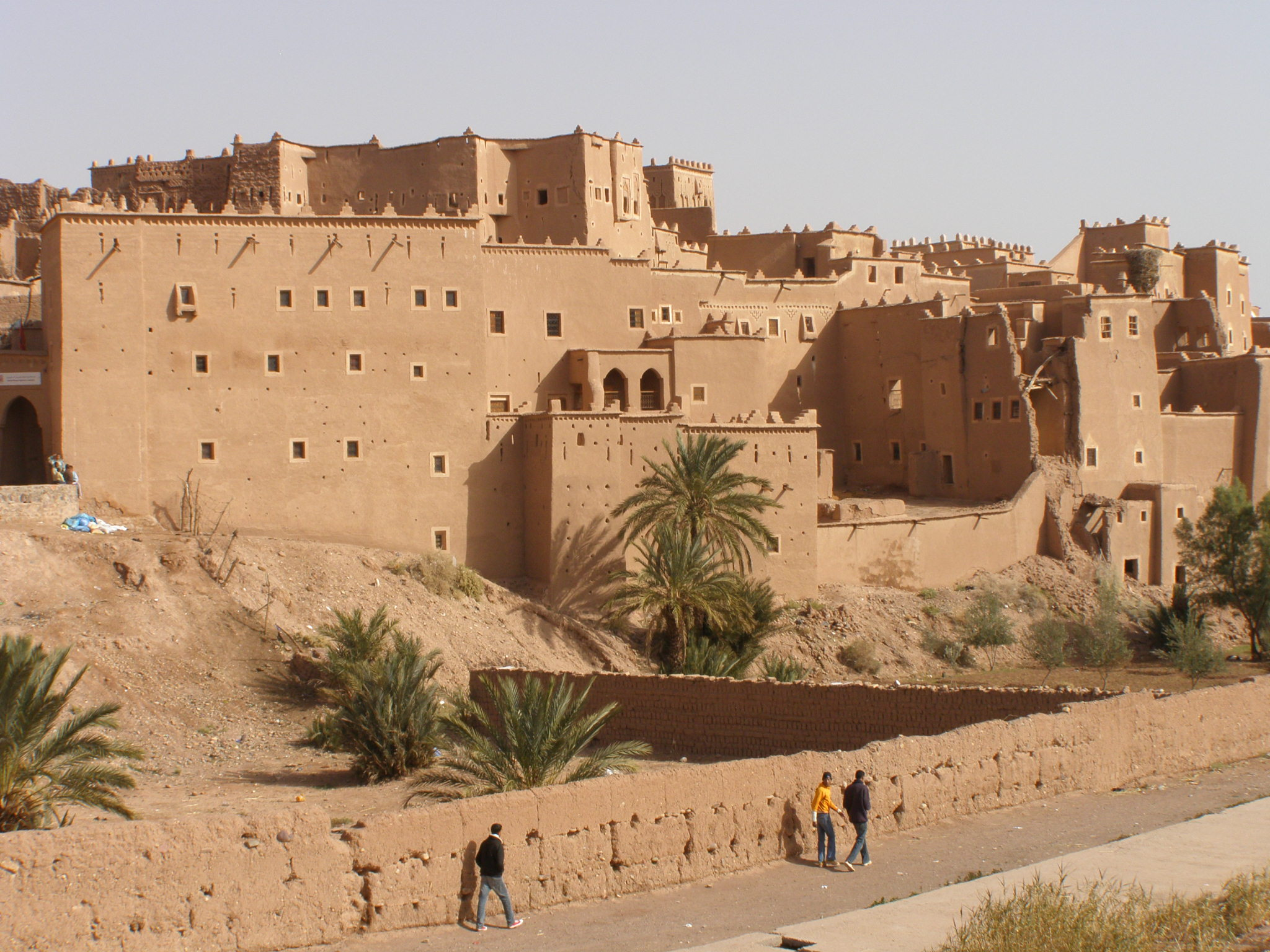
Medina de Uarzazat